# Équipe d'Australie masculine de basket-ball en fauteuil roulant
Maillots
Actualités
L’Équipe d'Australie de basket-ball en fauteuil roulant est la sélection masculine senior qui représente l'Australie dans les compétitions majeures de basket-ball en fauteuil roulant. Cette sélection rassemble les meilleurs joueurs australiens sous l’égide de la Fédération australienne de basket-ball ("Basketball Australia").
L'équipe d'Australie est qualifiée pour les Championnats mondiaux de basket-ball en fauteuil roulant et pour les jeux paralympiques.
Lors des Jeux paralympiques de Londres de 2012,  les basketteurs australiens concluent le tournoi préliminaire des Jeux paralympiques avec une fiche parfaite de cinq victoires en cinq matches. Les quarts de finale se déroulent mercredi le 5 septembre et l’Australie bat la Pologne 76-53. Les australiens passent en demi-finale et s'opposent aux américains jeudi le 6 septembre. Dans une lutte acharnée, les australiens imposent leurs techniques et battent les américains 72-63. L'Équipe d'Australie va en  grande finale pour la médaille d'or.

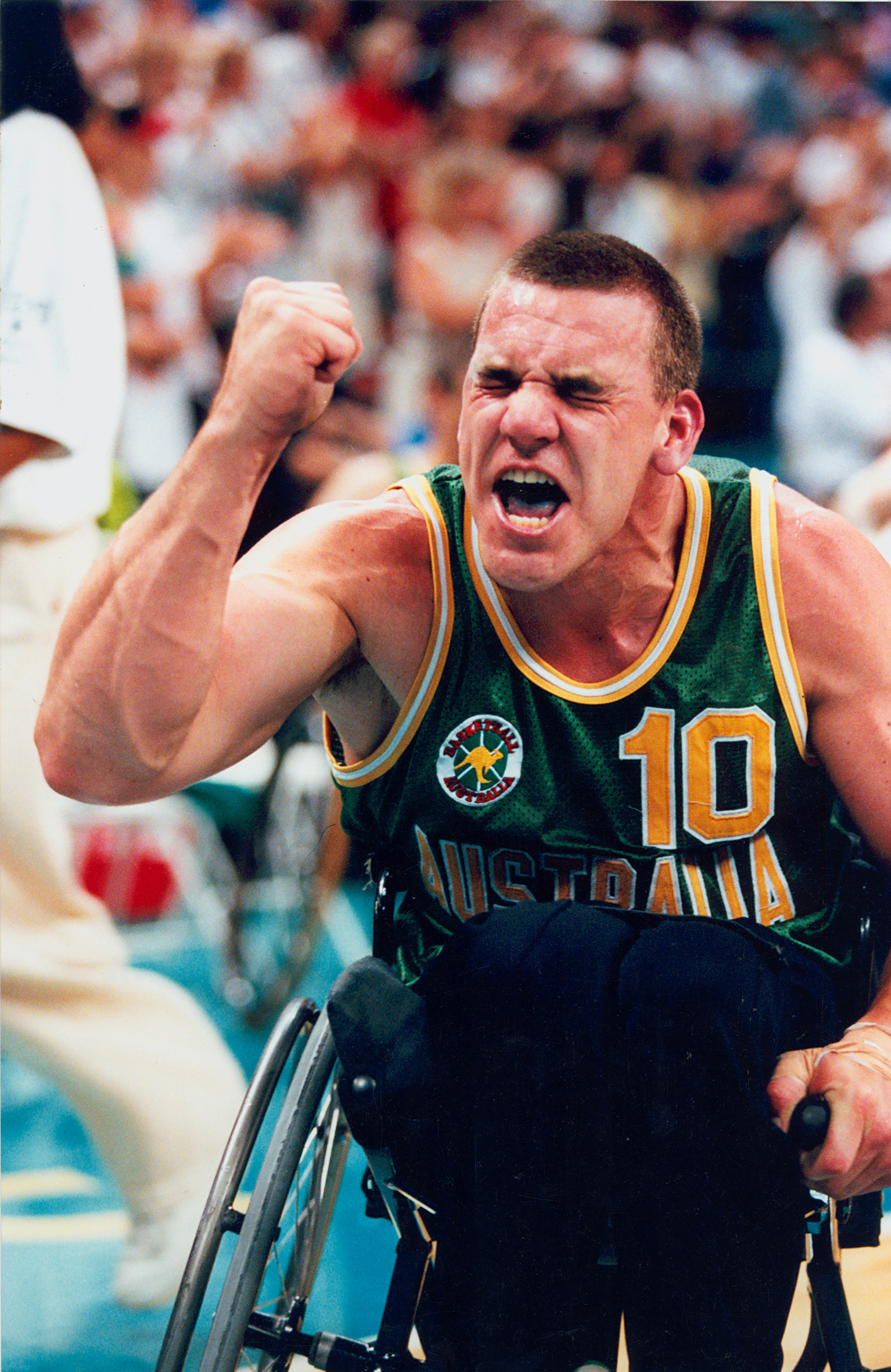
L'équipe a comme surnom The Rollers

## Historique
L’équipe masculine d'Australie de basket-ball en fauteuil roulant a été créée à la fin de l'année 1955. Sa première compétition d'importance internationale fut les Jeux internationaux Stoke Mandeville, tenus en 1957. Depuis  les premiers Jeux paralympiques en 1960, l’équipe participe à tous les tournois internationaux. L'équipe original de 1960 était composé de Kevin Coombs, Kevin Cunningham, Gary Hooper, Bill Mather-Brown, Bruno Moretti, Chris O’Brian, John Turich, Frank Ponta.

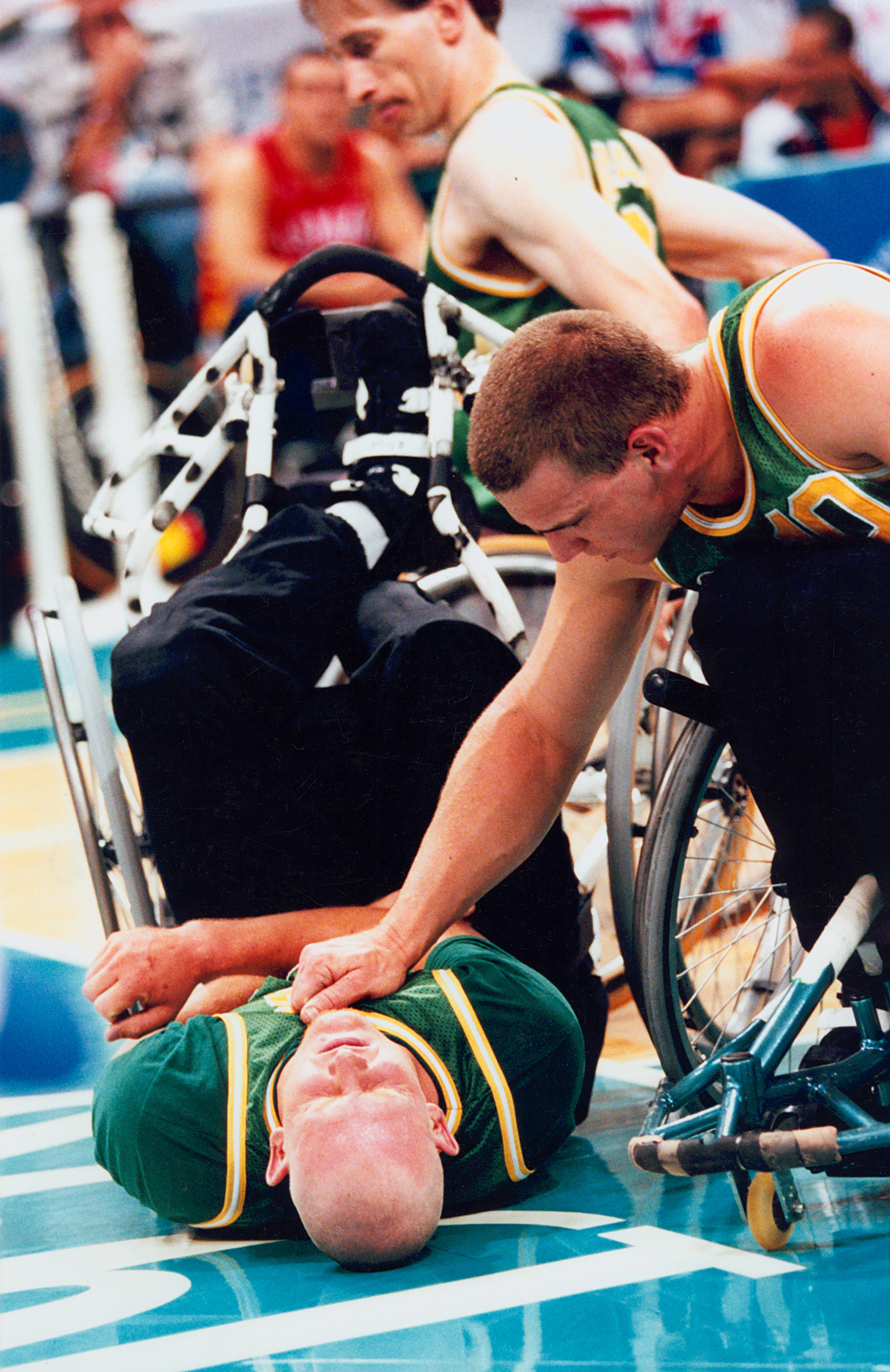
Le triomphe de 1996

Toutefois, ce sont les Jeux paralympiques d'Atlanta, qui se sont avérés être le point culminant dans l'histoire de l'équipe : l’Australie bat en finale la Grande-Bretagne 78 à 63 et remporte sa première médaille d'or. 12 ans plus tard, soit en 2008, l'équipe répète son exploit en battant le Canada 72 à 60 en finale.

## Parcours[8]

### Aux Jeux paralympiques
L'équipe a remporté des médailles d’or paralympiques en 1996 et 2008 et une médaille d’argent aux Jeux paralympiques d'Athènes, en 2004.
- 1960 : ?
- 1964 : ?
- 1968 : 9e
- 1972 : 8e
- 1976 : ?
- 1980 : 13e
- 1984 : 11e
- 1988 : 10e
- 1992 : 8e
- 1996 :  Médaillé d'or
- 2000 : 5e
- 2004 :  Médaillé d'argent
- 2008 :  Médaillé d'or
- 2012 :  Médaillé d'or
- 2016 : 6e
- 2020 : 5e
- 2024 : 5e place à  Paris

### Aux Championnats du Monde IWBF

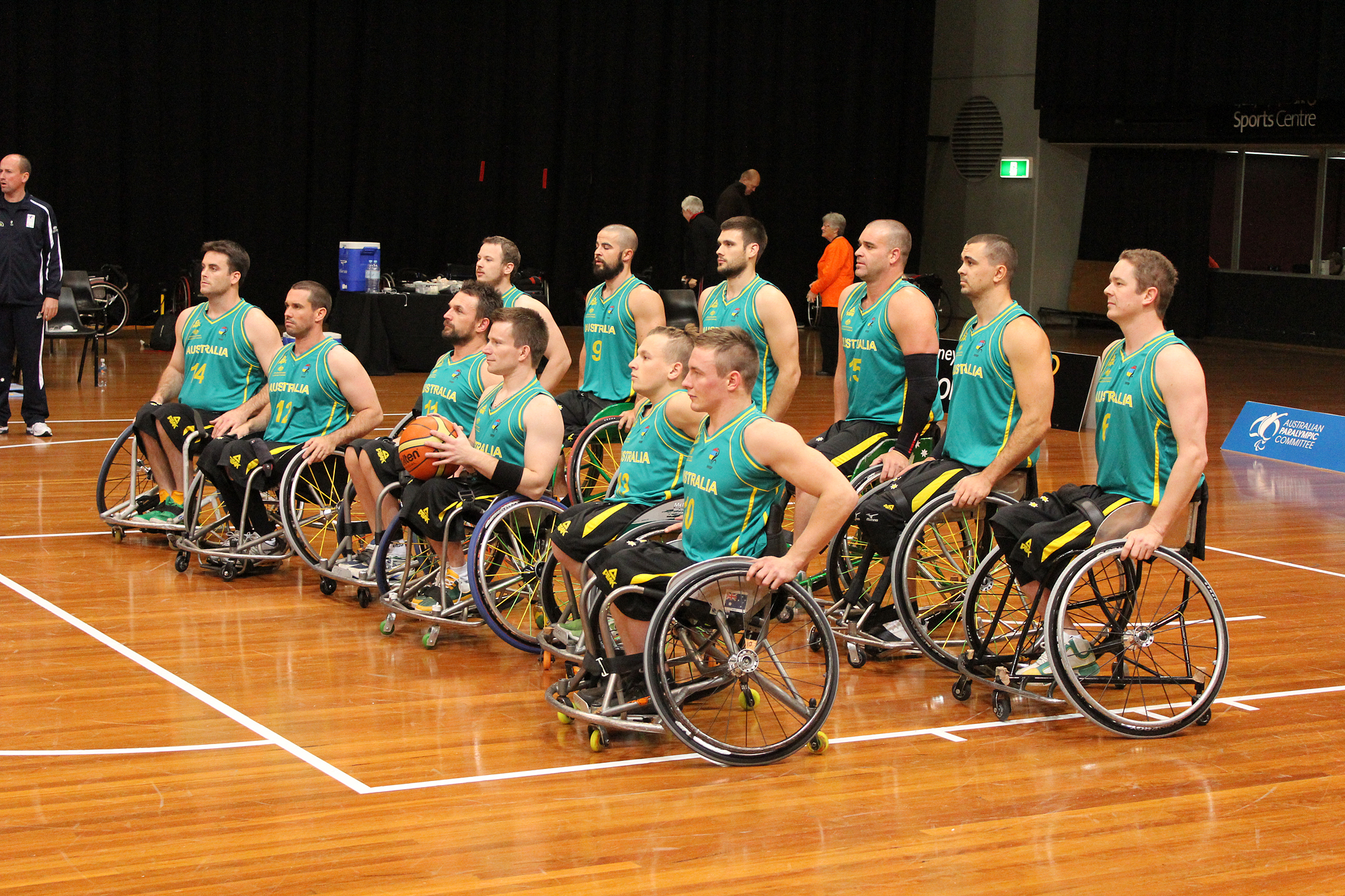
The Rollers en 2012

L'équipe a remporté une médaille d’or aux Championnats du monde 2010, ainsi qu'une médaille de bronze aux Championnats mondiaux de 2006.
- 1975  : ?
- 1979 :  ?
- 1983 :  ?
- 1986 :  ?
- 1990 : 5e
- 1994 : 6e
- 1998 : 4e
- 2002 : 4e
- 2006 :  Médaillé de bronze
- 2010 :  Médaillé d'or
- 2014 :  Médaillé d'or à  Incheon[9]
- 2018 :  Médaillé de bronze à  Hambourg
- 2022 : 7e place à  Dubaï

## Effectif actuel
Effectif lors des Jeux paralympiques d'été de 2012
| Numéro | Nom              | Date de Naissance | Handicap | Club                      |
| ------ | ---------------- | ----------------- | -------- | ------------------------- |
| 4      | Justin Eveson    | 10 juin 1980      | 4,5      | Perth Wheelcats           |
| 5      | Bill Latham      | 20 novembre 1989  | 4.0      | Sydney Wheelkings         |
| 6      | Brett Stibners   | 25 juin 1979      | 4.0      | Wollongong Rollerhawks    |
| 7      | Shaun Norris     | 2 avril 1985      | 3.0      | Perth Wheelcats           |
| 8      | Michael Hartnett | 3 juin 1982       | 1.0      | Perth Wheelcats           |
| 9      | Tristan Knowles  | 25 avril 1983     | 4.0      | Wollongong Rollerhawks    |
| 10     | Jannik Blair     | 3 février 1992    | 1.0      | Dandenong Rangers         |
| 11     | Tige Simmons     | 5 mai 1977        | 1.0      | Brisbane Spinning Bullets |
| 12     | Grant Mizens     | 19 avril 1977     | 2.0      | West Sydney Razorbacks    |
| 13     | Dylan Alcott     | 4 décembre 1990   | 1.0      | Dandenong Rangers         |
| 14     | Nick Taylor      | ?                 | 2.0      | Wollongong Rollerhwaks    |
| 15     | Brad Ness        | 24 novembre 1974  | 4.5      | Perth Wheelkings          |

- Entraîneur en chef :  Ben Ettridge
- Assistant-Entraîneurs : Tom Kyle, Craig Friday
- Team Manager : Leigh Gooding
- Physiothérapeute : Jesse Adams

## Joueurs marquants du passé
- Kevin Coombs a été membre de l'équipe d'Australie pendant 5 jeux paralympiques. Il est le premier athlète aborigène australien dans les compétitions internationales et le premier capitaine de l'équipe australienne de basketball en fauteuil roulant lors des Jeux paralympiques de 1960[11]. Troy Sachs célébrant debout la médaille d'or de l'Australie aux Jeux d'Atlanta

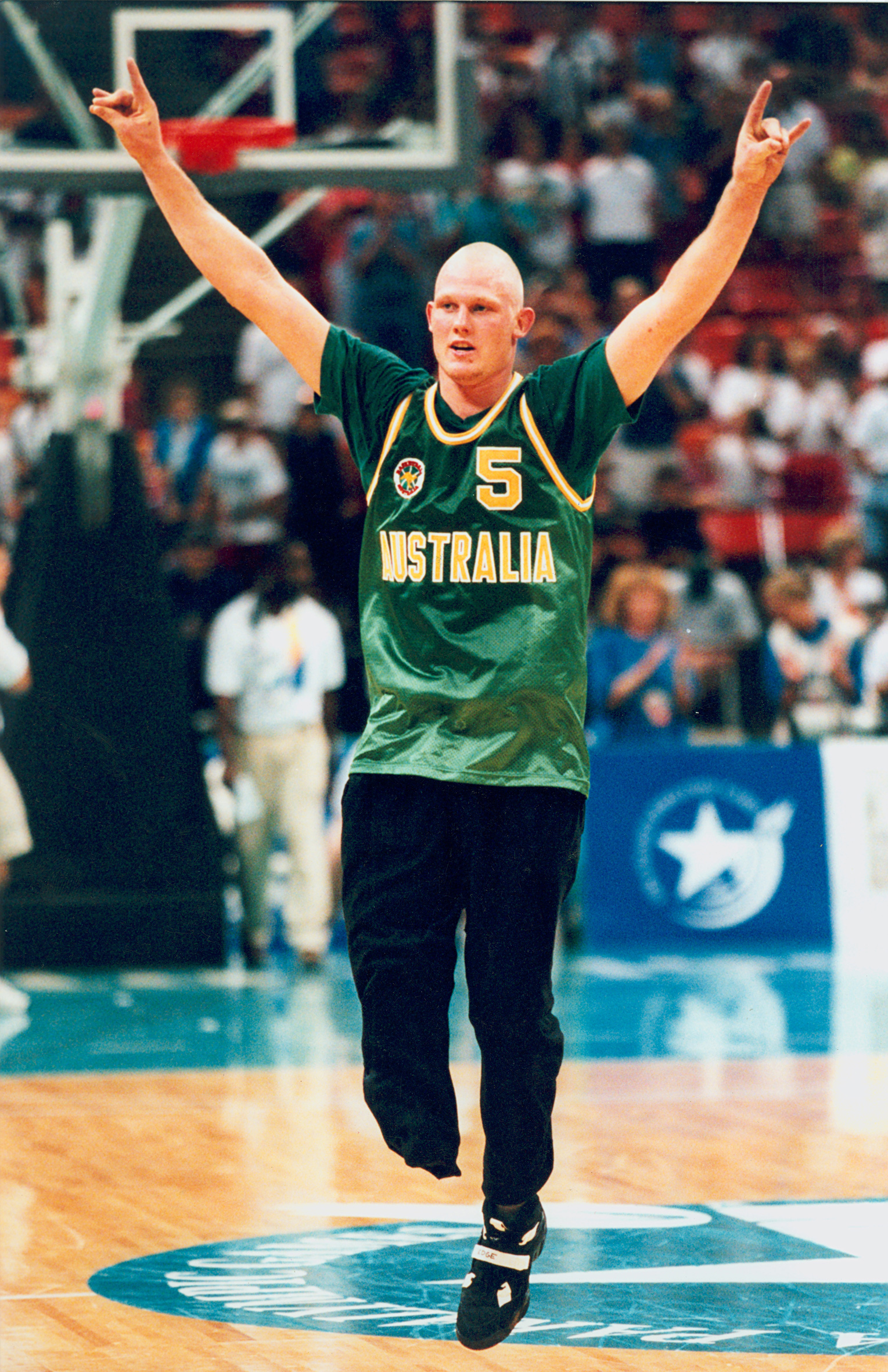
Troy Sachs célébrant debout la médaille d'or de l'Australie aux Jeux d'Atlanta

- Frank Ponta a participé à  5 jeux paralympiques avec l'équipe[6]

- Sandy Blythe (capitaine de l'équipe de 1996 et médaillé d'or paralympiques)[12]

- David Gould (médaillé d'or paralympiques de 1996)[12]

- Brad Ness (capitaine de l'équipe de 2008 et médaillé d'or paralympiques)[12]

- Troy Sachs a participé à  5 jeux paralympiques avec l'équipe et récolté 3 médailles (deux d'or et une d'argent)[13].